# Idiocerus mesopyrrhus
Idiocerus mesopyrrhus är en insektsart som beskrevs av Carl Ludwig Kirschbaum 1868. Idiocerus mesopyrrhus ingår i släktet Idiocerus och familjen dvärgstritar.

## Underarter
Arten delas in i följande underarter:
- I. m. socialis
- I. m. variegata